# Крус, Луисми
Луи́с Миге́ль «Луи́сми» Крус Эрна́ндес (исп. Luis Miguel "Luismi" Cruz Hernández; 23 мая 2001, Эль-Пуэрто-де-Санта-Мария, Испания) — испанский футболист, нападающий клуба «Тенерифе».

## Клубная карьера
15 декабря 2021 года Луисми дебютировал за основную команду «Севильи» в матче Кубка Испании против клуба «Андрайч», в котором забил гол в серии пенальти. 22 января 2022 года он впервые сыграл в Чемпионате Испании в матче против «Сельты».